# Cuora pani
Cuora pani là một loài rùa trong họ Geoemydidae (trước đây là một phần họ Emydidae). Loài này được Song mô tả khoa học đầu tiên năm 1984.

## Hình ảnh

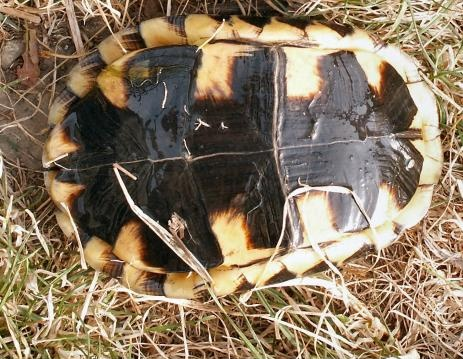